# José Manuel López López
José Manuel López López (Madrid, 1956) es un compositor español de música contemporánea, Premio Nacional de Música en 2000.

## Trayectoria
José Manuel López López estudia piano, composición y dirección de orquesta en el Real Conservatorio Superior de Música de Madrid. Prosigue sus estudios de musicología en la Universidad de París VIII donde enseña actualmente.
Titular de un DEA especializado en la música del siglo XX (por el IRCAM y la Escuela de Estudios Superiores en Ciencias Sociales de París), ha seguido las enseñanzas de Luis de Pablo, Olivier Messiaen, Luigi Nono, Pierre Boulez, Franco Donatoni y sobre composición asistida por computadora en el IRCAM. Su música ha sido premiada varias veces, por instituciones como la International Society for Contemporary Music (ISCM) y la International Computer Music Conference (ICMA). Su música se ha programado en festivales de todo el mundo y ha recibido encargos de instituciones como los Ministerios de Cultura de España y Francia, el IRCAM, la Orquesta Nacional de España o Radio France.
En 1996 fue becado por la Association Française d'Action Artistique (AFAA) para realizar un proyecto de composición (Haïkus d'automne) en Villa Kujoyama en Kioto, y en 1997, fue becado por la Academia Española de Bellas Artes de Roma.
A finales de 2007 tomó la dirección artística del Auditorio Nacional de Música de Madrid, cargo que desempeñó hasta 2011.
En el 2000 el Ministerio de Cultura le otorga el Premio Nacional de Música en la modalidad de composición. En 2012 recibe el premio de la Fondation Francis et Mica Salabert por su obra Metro Vox In memoriam Iannis Xenakis. En 2013 la Académie Française de Beaux Arts le concede el premio René Daumesnil.
En la actualidad es profesor de composición del Conservatorio Edgard Varèse (CRD de Gennevilliers), y profesor asociado y Director del Taller de Composición de la Universidad Paris VIII.

## Composición
José Manuel López López utiliza los recursos de la informática para basar su composición en un enfoque casi genético en el centro de la materia sonora. Por lo general, utiliza timbres ricos, por ejemplo, los que proporciona el piano (Concierto para piano, 2003-2005; Un instante anterior al tiempo, 2006), o los sonidos del metal (Lituus, 1991; El margen de indefinición, 2001), o la voz (Sottovoce, 1995), que le permiten representar en la concepción armónica de la obra las relaciones existentes en la descomposición espectral del timbre de estos instrumentos. Desde Aquileia (1986), su primera pieza relevante de música de cámara, aparecen las características fundamentales de su expresión musical:
- superposición de temporalidades independientes que dan la ilusión de diferentes niveles de flujos simultáneos,
- variaciones melódicas multipolares que acentúan el paso del tiempo,
- contrastes dinámicos y armónicos que apoyan las articulaciones,
- tratamiento del timbre por fusión de registros muy cercanos, incorporando microintervalos.

Para el oyente, la dinámica de la relación entre tiempo y espacio organiza la trama formal de la obra bajo diversos efectos de relieve, como una escultura sonora tridimensional que se despliega bajo sus diferentes ángulos de escucha.
Su escritura se asemeja a la construcción de un espacio común de lo sensible. Abordando áreas inusuales del timbre del piano, las pone en primer plano (Un instante anterior al tiempo, 2006). Construyendo en el tiempo determinados procesos perceptivos, imbuye su enfoque musical de una lógica que se deduce de sí misma, del material que se esfuerza por organizar.

### El tiempo
Este material musical se desarrolla a través de formas organizativas que obedecen, como nuestra percepción, a estructuras que evolucionan a lo largo del tiempo. Pequeñas variaciones en el orden de la microtonalidad, así como en el de la macroforma, se influyen mutuamente.
Ciertas correspondencias entre la sincronía y la diacronía, la simultaneidad y lo consecutivo, la microforma y la macroforma, sirven de base para la construcción de nuevas funciones perceptivas de la obra.

### Poesía y artes visuales
Llevando esta lógica de trabajo hasta el final, su música fue al encuentro de la literatura, trabajando con textos del escritor, teólogo y astrónomo judío converso del siglo XII Pedro Alfonso (De silentio, Sottovoce), abordando el género cuento (Pluma Hu, 2000), así como textos contemporáneos en su ópera Las ciudades invisibles a partir del texto homónimo de Italo Calvino. De su estancia en Japón y su interés por los haikus, surgen las obras Haïkus d'automne (1997), Viento de Otoño (1998), Le parfum de la lunee (2003) y Haikus del Mar (2010). La poesía china es la que inspira El arte de la siesta (2005).
En su interés por otras artes, José Manuel López López ha llevado esta lógica de congruencias sinestéticas a obras que trabajan sobre artistas como Pascal Auger (Octandre, 2001 y The Celestial, 2004) y José Manuel Broto (Estudios sobre la modulación métrica, 2003). Además, trabaja con la videocreación en dos óperas multimedia: La noche y la palabra (2004) y Las ciudades invisibles (2004-2006).

## Obra (Selección)
- Agua y cuadrante (1992), ocho instrumentos
- Diesseits (1993), trompeta, ensemble y electrónica
- Concierto para violín y orquesta (1995)
- A tempo (1998), violoncello y siete instrumentos
- Haïkus d'automne (1997), voz solista y seis instrumentos
- African Winds (1998), clarinete bajo, marimba y vibráfono
- Movimientos (1998), dos pianos y orquesta
- El margen de indefinición (2000), saxofón y percusión
- L'art de la sieste et autres plaisirs poétiques de l'été (2005), acordeón y ensemble
- Las ciudades invisibles (2004-2006), ópera
- Simog-Civitella (2011), cuarteto de saxofones
- Tisseur de sable (2013-2015), orquesta
- Herbe de dune (2018), orquesta